# Ingrid Segerstedt Wiberg
Ingrid Segerstedt Wiberg, född 18 juni 1911 i Lund, död 21 maj 2010 i Göteborg, var en svensk journalist, politiker (folkpartist) och debattör.

## Biografi
Ingrid Segerstedt Wiberg var dotter till Torgny Segerstedt och Augusta Segerstedt (Synnestvedt) och syster till Torgny T:son Segerstedt. År 1934 gifte hon sig med civilingenjören Anders Wiberg (1902–1982), med vilken hon fick en son. Under kriget tog de emot en liten flicka som sin egen dotter.
Segerstedt Wiberg var Göteborgs stads flyktingkurator 1945–48, redaktionssekreterare för tidskriften Världshorisont 1949–1953, dess ansvariga utgivare 1968–1973 och andre redaktör för Göteborgs-Posten 1969–1976. Ingrid Segerstedt Wiberg var också ordförande för Svenska FN-förbundet 1968–1973. Hon var riksdagsledamot för Göteborgs stads valkrets vårriksdagen 1958 (i andra kammaren) samt 1959–1970 i Sveriges riksdags första kammare. I riksdagen var hon bland annat ledamot i konstitutionsutskottet 1960–1970. Hon var särskilt engagerad i socialpolitik, utbildnings-, invandrings- och flyktingfrågor. Hon engagerade sig i nedrustningsfrågorna och var medlem av Internationella Kvinnoförbundet för Fred och Frihet (IKFF) och hon var den svenska sektionens ordförande 1975–81. 1955 var hon IKFF:s representant på möten i Kina med kinesiska kvinnor och talade om fred och nedrustning. Hon var ofta IKFF:s representant på olika uppdrag och var bland annat med i en delegation till Jerusalem för att delta i fredsmanifestationen "Time for Peace 1990". Hon besökte då ett flyktingläger på Västbanken och kom att skriva en artikel i Göteborgs-Posten om det hon såg och upplevde.
Segerstedt Wiberg gjorde sig känd för sitt arbete för mänskliga rättigheter och för att förbättra flyktingars situation. Hon begärde 1999 utträde ur Folkpartiet liberalerna, främst med anledning av att partiet tagit ställning för ett svenskt medlemskap i NATO. År 2005 återinträdde hon i partiet och väckte en motion till Landsmötet tillsammans med Bertil Hansson om att återupprätta en human flyktingpolitik. Hon var med om att starta Rosengrenska stiftelsen i Göteborg som har till syfte att ge sjukvård för personer som hotas av utvisning.
Ett flertal hedersbetygelser visades Ingrid Segerstedt Wiberg för hennes engagemang och hon var delaktig i det politiska skeendet till hög ålder. Hon utsågs till hedersdoktor vid Göteborgs universitet och erhöll Liberala Ungdomsförbundets Bertil Ohlin-medalj i guld. Ett gymnasium är uppkallat efter henne – Ingrid Segerstedts gymnasium. Hennes dödsannons publicerades i Dagens Nyheter den 27 maj 2010. En runa över henne, författad av Folkpartiets dåvarande partiledare Jan Björklund och före detta partiledare Lars Leijonborg, publicerades i Dagens Nyheter den 29 maj 2010. Den 18 juni 2010 hölls en minnesstund för henne i Göteborgs universitets aula.
Segerstedt Wiberg var i många år registrerad som en säkerhetsrisk av svenska säkerhetspolisen och drev på grund av detta tillsammans med bland annat Bengt Frejd ett mål mot svenska staten i Europadomstolen, som de också vann. Sverige dömdes för brott mot de mänskliga rättigheterna på fyra punkter.

## Priser och utmärkelser
- 1946 –  Haakon VII:s frihetskors
- 1994 – TCO:s litteraturpris
- 1996 – Årets väckarklocka
- 1980 – Eldh-Ekblads fredspris
- 1988 – Immigrantinstitutets förtjänstpris[10]
- 1991 – Jan Hugo Stenbecks och Z:s Z-Priset
- 1994 – Bertil Ohlin-medaljen i guld
- 2007 – Bertil Ohlin-medaljen i guld